# بلوط همیشه‌سبز ژاپنی
بلوط همیشه‌سبز ژاپنی (نام علمی: Quercus acuta) نام یک گونه از سرده بلوط است.